# Esteban Contostéfano
Esteban (en griego: Στέφανος), llamado Contostéfano (en griego: Κοντοστέφανος), fue un comandante militar bizantino durante el reinado del emperador Basilio II. Ocupó el cargo de doméstico de Occidente y fue el comandante en jefe durante la campaña contra Bulgaria en 986.
Los cronistas bizantinos Juan Escilitzes y Juan Zonaras atribuyen la derrota bizantina en la Puerta de Trajano a Contostéfano. Según ellos, Contostéfano provocó la retirada de la fortaleza búlgara sitiada de Serdica al convencer a Basilio II de que el comandante de las tropas en Filipópolis, el magistro León Meliseno, estaba a punto de declararse emperador y capturar Constantinopla. Los dos cronistas atribuyen esta desinformación no solo a la enemistad entre los comandantes bizantinos, sino también al deseo de Condostephan de sabotear el éxito de la campaña, lo que habría fortalecido el poder de Basilio II sobre sus generales. Según el medievalista Vasil Zlatarski, el verdadero motivo de Contostéfano era convencer al obstinado emperador de que levantara el asedio lo antes posible, que se había vuelto inútil tras la destrucción del equipo de asedio y peligroso debido a la falta de alimentos y la aparición de un fuerte ejército búlgaro en la retaguardia del bizantinos. Sin embargo, el 17 de agosto, no lejos de Ihtiman, el ejército bizantino que se retiraba a Filipópolis cayó en una emboscada y fue asesinado en su mayoría por los búlgaros, liderados por Samuel y Aarón. Contostéfano sobrevivió, pero la calumnia contra Meliseno le costó el puesto de comandante en jefe de los Balcanes.
Contostéfano es el representante más antiguo conocido hoy en día de una familia aristocrática que tuvo una gran influencia en la gestión del Imperio bizantino bajo la dinastía de los Comnenos. Se cree que entre sus descendientes se encuentra uno de los mejores generales del emperador Manuel I Comneno, Andrónico Contostéfano.